# Where's My Water?
Where's My Water? é um jogo de estratégia desenvolvido pela Creature Feep e publicado pela Disney Mobile, uma subsidiária da Disney Interactive Studios. Direcionado para os dispositivos que utilizam o iOS da Apple, e o Android do Google, o jogo exige que os jogadores comandem uma rota de abastecimento de água para um jacaré exigente chamado Swampy. Where's My Water? foi bem recebido pela crítica, que elogiou a sua fácil jogabilidade e seu estilo gráfico, com um reconhecimento especial para seu personagem principal, Swampy, que é o primeiro personagem da Disney criado especialmente para um jogo de celular.